# Yolanda Be Cool
Yolanda Be Cool is een Australisch muziekduo, bestaande uit Andrew Stanley (Johnson Peterson) en Matthew Handley (Sylvester Martinez).

## Biografie
Yolanda Be Cool werd opgericht in 2009. De naam is een verwijzing naar de film Pulp Fiction, waarin het karakter Jules (gespeeld door Samuel L. Jackson) "Yolanda, be coolǃ" schreeuwt naar een vrouwelijke overvaller genaamd Yolanda (gespeeld door Amanda Plummer).
Het duo werkte meermaals samen met de Australische producer DCUP (pseudoniem van Duncan MacLennan), waaronder in 2009, toen DCUP hun nummer Afro Nuts remixte. In 2010 brachten ze gezamenlijk het nummer We No Speak Americano uit op het Australische indielabel Sweat It Out. Dit nummer bevat een sample van het nummer Tu vuò fa l'americano, dat in 1957 een hit was voor Renato Carosone en werd geschreven door Carosone en Nicola "Nisa" Salerno. We No Speak Americano werd wereldwijd een grote hit en bereikte in veel landen de nummer 1-positie, waaronder in Nederland, Vlaanderen, Duitsland, Zweden en het Verenigd Koninkrijk. In Nederland werd het de bestverkochte single van 2010. 
In 2012 verscheen het debuutalbum van Yolanda Be Cool, getiteld Ladies & Mentalmen. Meerdere singles volgden, maar zonder groot succes.

## Discografie

### Singles
| Single met eventuele hitnotering(en) in de Nederlandse Top 40 | Datum van verschijnen | Datum van binnenkomst | Hoogste positie | Aantal weken | Opmerkingen                                                           |
| ------------------------------------------------------------- | --------------------- | --------------------- | --------------- | ------------ | --------------------------------------------------------------------- |
| We no speak Americano                                         | 07-06-2010            | 12-06-2010            | 1 (8wk)         | 18           | met DCUP / Nr. 1 in de Single Top 100 / Bestverkochte single van 2010 |
| Sing sing sing                                                | 2010                  | 11-09-2010            | tip12           | -            | met Jazzbit & DCUP                                                    |

| Single met hitnotering(en) in de Vlaamse Ultratop 50 | Datum van verschijnen | Datum van binnenkomst | Hoogste positie | Aantal weken | Opmerkingen                    |
| ---------------------------------------------------- | --------------------- | --------------------- | --------------- | ------------ | ------------------------------ |
| We no speak Americano                                | 2010                  | 26-06-2010            | 1 (5wk)         | 19           | met DCUP / Platina             |
| Soul makossa (Money)                                 | 2015                  | 13-06-2015            | tip11           | -            | met DCUP                       |
| Outta control                                        | 2016                  | 04-06-2016            | tip             | -            | met Sean Paul & Mayra Verónica |
| Dance and chant                                      | 2019                  | 02-02-2019            | tip             | -            |                                |